# Отбелязване на ходове в таблата
Отбелязването на ходове при игра на табла става възможно чрез метода на Магрил, разработен през 70-те години на XX век. Движението на пуловете по дъската за табла се описва с помощта на две числа от 1 до 24 (колкото са и позициите на нея), без значение дали те са изписани на самата дъска, или не.
На фиг. 1 е показан изглед към дъската от гледна точка на играча с черните пулове, движещ ги в обратна на часовниковата стрелка посока; номерацията е в низходящ ред (от 24 към 1). Обратното номериране на позициите се прилага, когато белите са на ход.
Резултатът от заровете може да бъде записан по два начина: така например, ако единият зар показва 4, а другият 2, резултатът може да бъде записан като „4-2“ или „42“. Един цялостен ход се записва по следния начин:
- 4-2: 8/4 6/4 (един пул минава от осма на четвърта позиция, а друг от шеста на четвърта).

След този ход разположението на пуловете ще изглежда като при фиг. 2.
Ако ходът довежда до блъскане на пул, това се отбелязва със звездичка (*) непосредствено до номера на позицията, в която е блъснат същия този пул. Например, 13/7* означава, че сте взели своя пул от тринадесета позиция и сте го преместили на седма, където сте блъснали противников пул. Подобно, 13/7*/5 би означавало, че сте хвърлили 2 и 6, като местите своя пул от тринадесета на пета позиция, блъскайки на седма противников пул.
В случай на хвърлен чифт се поставя в скоби броят на преместените пулове от една позиция на друга. Ако играчът е хвърлил чифт двойки, реши да премести три пула от шеста на четвърта позиция, както и един от тринадесета на единадесета, то той е длъжен да запише хода си по следния начин:
- 6/4 (3) 13/11.

На финалния етап на играта, след номерата на позициите могат да бъдат използвани различни съкращения или думи, обозначаващи извеждането на пул от игра, например: 6/изв. (извън) и др.